# Чуперчук Ярослав Маркіянович

Ярослав Чуперчук

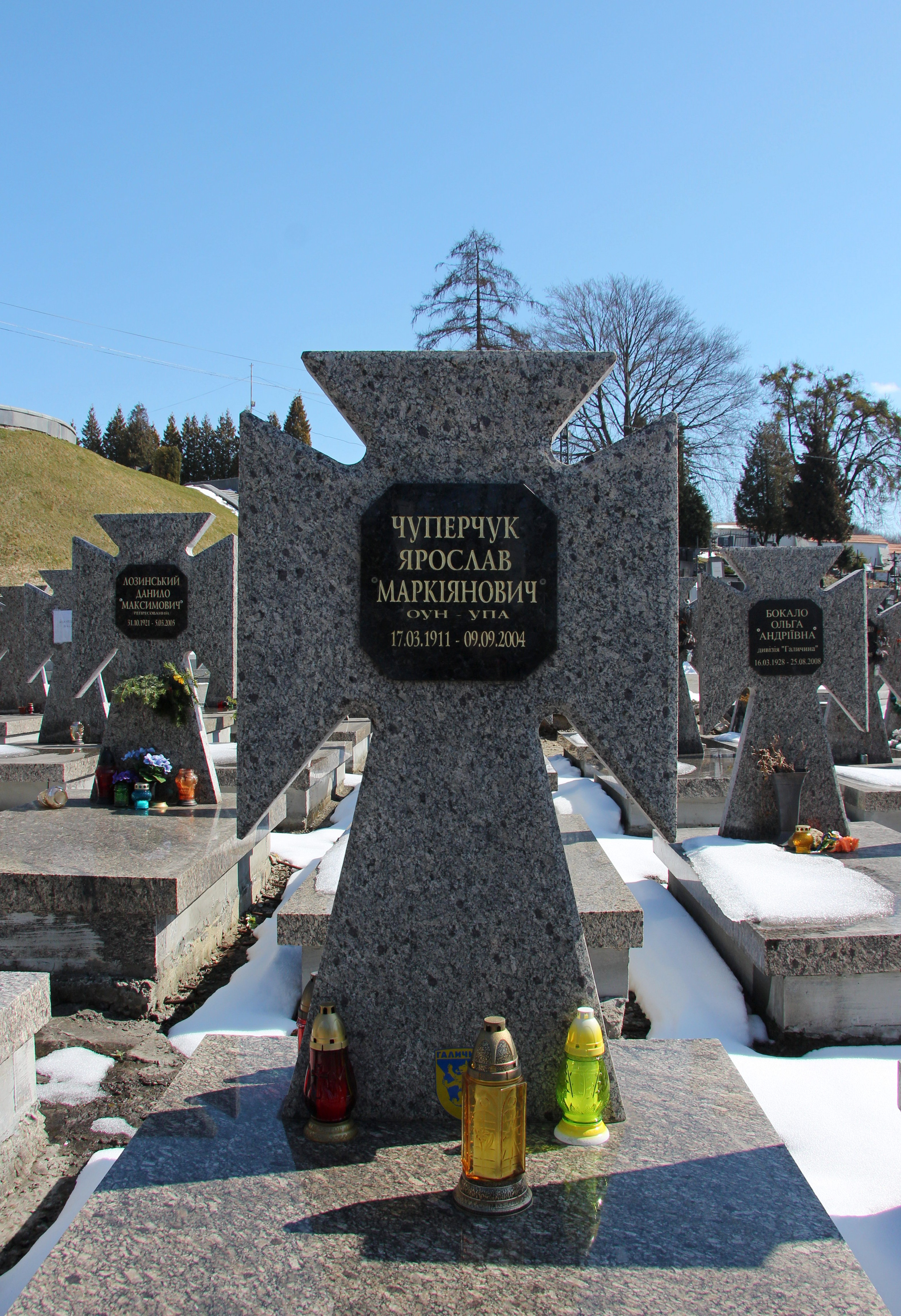
Могила Ярослава Чуперчука на 76 полі Личаківського цвинтаря

Яросла́в Маркія́нович Чуперчу́к (17 березня 1911, село Криворівня, нині Верховинського району Івано-Франківської області) — 9 вересня 2004, Львів) — український балетмейстер, етнограф, артист.

## Біографія
Ярослав Маркіянович Чуперчук народився 17 березня 1911 року в селі Криворівня Косівського повіту Станиславівського воєводства (нині Верховинського району Івано-Франківської області).
1926 року закінчив сім класів Криворівнянської школи. 1927 року вступив у танцювальну школу Василя Авраменка, яку успішно закінчив 1929 року.
Трудову діяльність почав солістом балету в ансамблі «Дніпро» (Тернопіль). У 1929–1931 роках працював танцюристом у трупі театру «Веселка» під керівництвом Олександра Тимченка (Косів).
У 1931–1933 роках служив у польському війську. Після служби повернувся у театр «Веселка».
1934 року зіграв роль Юзева у фільмі «Гріх батьків». На Варшавській кіностудії зіграв роль улана в фільмі «Улани».
1935 року прийшов працювати в театр «Промінь» під керівництвом Городничого. Невдовзі доля звела його із Тернопільським кооперативним театром (режисер — Панас Карабіневич). Подорожував Галичиною ще у складі трьох театрів — Йосипа Стадника, Володимира Блавацького та Івана Когутяка.
У 1939 році молодого резервіста призвали на польсько-німецьку війну. Бойове хрещення пройшов у бою біля Дембіци.
Восени 1939 року повернувся з війни і поїхав до Станіславова (Івано-Франківська). Його прийняли актором-танцюристом у театр імені Івана Франка. Зробив постановку танців до вистави «Укражене щастя» у Київському академічному театрі імені Івана Франка. Після цього поставив танець «Гуцулочка» в ансамблі Павла Вірського.
1940 року в Станіславові при обласній філармонії організувався Державний гуцульський ансамбль пісні і танцю. Балетну групу запросили очолити Ярослава Чуперчука.
Навесні 1941 року Ярослав Чуперчук знявся у ролі побратима Олекси Довбуша Варцаби у художній кінострічці «Пісня про Довбуша» режисера Івана Кавалерідзе. Всі відзняті матеріали були втрачені.
Три роки прожив в окупованій фашистами території. Взимку 1942 року Іван Когутяк — директор Окружного театру Коломиї — запросив хореографа очолити танцюристів. Так у складі театру появився Гуцульський балет під керівництвом Ярослава Чуперчука.
1943 року колектив готувався до поїздки у Чехію. Але саме в цей час відбувся конфлікт між Я. Чуперчуком і адміністрацією театру. Мабуть, він не міг поїхати на гастролі, оскільки саме в цей час вступив до Коломийського куща ОУН. Отримав псевдо «Вишня» і вирішив повернутися до Криворівні. Після війни мав псевдо «Вишневий» і «Чорнигора».
1947 року зібрав 20 ентузіастів при Будинку народної творчості у Львові за адресою вул. Короленка, 7 створив ансамбль «Чорногора», що його потім перейменували на «Галичина». У Львівському академічному драматичному театрі імені Марії Заньковецької ставить танці до вистави «Олекса Довбуш». 
14 грудня 1949 року Чуперчука засуджено Особливою нарадою при МДБ МВС на виселення із конфіскацією майна на спецпоселення під нагляд органів МВС в Читинську область по політичних мотивах як посібника учасникам ОУН. Там був засуджений на п'ять років позбавлення волі. Звільнили як педагога фольклорного українського народного танцю у 1958 році після смерті Сталіна і повертається у Львів.
У 1959 році на Київській кіностудії імені Олександра Довженка ставить танці і знімається у ролі Весельчака у фільмі «Олекса Довбуш».
У 1960 році працює балетмейстером Львівського театру ім. М. Заньковецької.
У 1969 році ансамбль «Галичина» під керівництвом Ярослава Чуперчука став Лауреатом 34-ого міжнародного фестивалю фольклорних колективів у Ніцці.
У 1972 році у видавництві «Мистецтво» виходить книжка записів танців Ярослава Чуперчука «Голубка». Саме вона дала можливість поширювати українські танці далеко за межами України.
Після тріумфальних виступів влітку 1976 року в Києві кіностудія документальних фільмів зняла фільм про колектив Чуперчука — «Карпатські візерунки».
9 вересня 2004 року перестало битися серце хореографа. Похований на 76 полі Личаківського  кладовища серед побратимів ОУН-УПА.

## Творчість
- «Гуцулка»; «З квітки на квітку»; «Великодні хороводи»; «Стріча в лісу»; «Постави та кроки»; «Запорожець»; «Космачанка»
- «Коломийка»; «Дівчатонька на музиках»; «Метелиця»; «Угорка»; «Перепеличка»; «Зірка»; «Молодички»; «Василечки»; «Привітання»
- «Гопак»; «Білоруський танок»; «Їхав козак за Дунай»; «Гуцульський дует»; «Дівоче щастя»; «Пастушок-вівчар»; «Три калинки»
- «Пастушок»; «Фінська гротеска»; «Чорногора, рідний краю»; «Голубка»; «Трембіта»; «Зустріч»; «Волошка»; «Гуцулка на царині»
- «Аркан»; «Не журіться, молодята»; «Стріча в ліску»; «Український танок»; «Парубоцькі фіґлі»; «Підкарпатські коломийки»
- «Козачок»; «Розпрягайте, хлопці, коні»; «Воротар»; «Пісня Бескидів»; «Пастушкові коломийки»; «Парубоцькі жарти»; «Віночок»
- «Воротар»; «Кривий танець»; «Веснянка»; «Поклін з України»; «Співає рідний край»; «Львівський привітальний»; «Вас вітає Галичина»
- «Рідні сестри»; «Монтаж гуцульських танців»; «Лісоруби»; «Край мій рідний»; «Гуцульське весілля»; «Лети, пісне, з Верховини»
- «Віночок»; «Тупкани-стукани»; «Сопілка з Верховини»; «Гуцулька на полонині»; «Волошка»; «Впертий характер»; «Верховинка»
- «Яворівська полька»; «Опришки»; «Від Москви до Карпат»; «Оженься, Янічку»; «Вставай, рідний краю»; «Пастухи»; «Полька»
- «Старики»; «Гуцульський весільний танець»; «Танець дідів»; «Півторак»; «Гей, браття, опришки!»; «Червона півонія»; «Подолянка»
- «Ми — з України»; «Горянка»; «На добраніч»; «Галичанка»; «Львівська полька»; «Решето»; «Трясунка»; «Аркан покутський»
- «Сокальська кадриль»; «Бойківський танець»; «Зустріч на полонині»
- Вокально-хореографічні композиції: «Вербовая дощечка»; «Кину кужіль на полицю»; «Гуцулка»; «Верховино, мати моя»; «Калинонька», «Мир несем»; «Наша Львівщина», «Олекса Довбуш»;
- Постановка танців до спектаклю Украдене щастя
- Танці до кінофільмів: «Олекса Довбуш» Київській кіностудії імені Олександра Довженка, «Іван Франко», «Зоря над Карпатами», «Українські візерунки».